# Nizar Rayyan
Nizār Rayyān (Jabalya, 6 marzo 1959 – Gaza, 1º gennaio 2009) è stato un terrorista palestinese, militante di Hamas.
Lo sceicco Nizar Rayyan in arabo نزار عبد القادر محمد ريان العسقلاني‎?, Nizār ʿAbd al-Qādir Rayyān al-'Asqalānī è stato un fondamentalista musulmano e un dirigente politico-religioso di Hamas incaricato del collegamento fra le branche politiche e quelle armate di Hamas.
Completò i suoi studi nel 1982 nell'Università islamica "Imam Muhammad ibn Sa'ud di Riad (Arabia Saudita), prendendo una laurea di secondo livello nel 1990 in Giordania, nella Facoltà di Diritto islamico (Shari'a dell'Università giordana di ʿAmmān e infine prendendo un dottorato di ricerca nel 1994 in "Scienza dei nobili ḥadīth" nell'Università del Nobile Corano in Sudan.
Grazie a ciò poté diventare più tardi docente di Shari'a nel Dipartimento di ḥadīth della Facoltà di Usūl al-Dīn (Fondamenti della religione) dell'Università Islamica di Gaza e predicatore influente, titolare della “Moschea dei martiri”.
Fu sostenitore del ricorso ad attentati-suicidi contro gli israeliani e un suo stesso figlio aveva condotto a termine un'azione suicida, facendo esplodere con lui due coloni israeliani nel 2001.
È stato una delle 16 vittime (fra cui le sue quattro mogli e 11 dei suoi figli, di età compresa fra 1 anno e 12 anni) in occasione di un raid aereo israeliano lanciato durante l'Operazione Piombo Fuso contro la loro abitazione nel campo-profughi palestinesi di Jabaliya situato nel nord della Striscia di Gaza. L'esercito israeliano voleva distruggere la sua casa ufficialmente per le armi che vi sarebbero state nascoste e per la sua importanza come centro di comunicazione di Hamas, Rayyan e la sua famiglia sarebbero stati avvertiti dell'imminenza del raid ma avrebbero rifiutato di allontanarsi. A tal proposito, il 4 gennaio 2009, l'ONG israeliana B'Tselem indicava in un comunicato che il numero rilevante di vittime civili costituiva una grave violazione delle leggi internazionali, anche nel caso che tali persone fossero state avvertite e avessero rifiutato di allontanarsi.
Rayyan era considerato il successore dello sceicco terrorista Yassin, dirigente spirituale di Hamas colpito e ucciso da un missile da un attacco mirato israeliano il 22 marzo 2004.